# Tyflosole
De tyflosole is een plooi in het spijsverteringskanaal of darm van ringwormen. Doordat de darm geplooid is, wordt het darmoppervlak groter wat de spijsvertering bevordert. Een tyflosole komt ook voor bij een aantal andere ringwormen, maar ontbreekt bij de meeste groepen. Regenwormen bijvoorbeeld hebben altijd een tyflosole, maar deze ontbreekt bij de soorten uit de ringwormenfamilie Criodrilidae.